# كولتون ستورم
كولتون ستورم (بالإنجليزية: Colton Storm)‏ هو لاعب كرة قدم أمريكي، ولد في 6 يوليو 1994 في هاريسبرج في الولايات المتحدة. لعب مع ريدينغ يونايتد إيسي.

## وصلات خارجية
- كولتون ستورم على موقع الدوري الأمريكي (الإنجليزية)
- كولتون ستورم على موقع قاعدة بيانات كرة القدم.إي يو (الإنجليزية)
- كولتون ستورم على موقع Soccerway.com (الإنجليزية)